# 1509 w literaturze
Wydarzenia literackie w 1509 roku.

## Urodzili się
- Thomas Vaux, angielski poeta
- Jan Kalwin, ewangelicki teolog